# Samba d'or
Le Samba d’or est un titre qui récompense chaque année le meilleur joueur brésilien de football évoluant en Europe. Il a été décerné pour la première fois en 2008.

## Historique
Ce titre est décerné par un jury composé d’internautes, de onze stars du football brésilien et d'un groupe de journalistes tous experts du football européen. Le vainqueur est désigné parmi un panel de 30 joueurs sélectionnés par l'équipe de Sambafoot. Depuis l'édition de 2021, le prix est décerné également à la catégorie féminine et depuis 2020 à la catégorie moins de 20 ans.

### Masculin
| Année | Samba d'or                                | Deuxième                                      | Troisième                                | Réf.   |
| ----- | ----------------------------------------- | --------------------------------------------- | ---------------------------------------- | ------ |
| 2008  | Kaká (milieu - AC Milan)                  | Robinho (attaquant - Manchester City)         | Luís Fabiano (attaquant - Séville FC)    | [ 1 ]  |
| 2009  | Luís Fabiano (attaquant - Séville FC)     | Julio César (gardien - Inter Milan)           | Kaká (milieu - AC Milan)                 | [ 2 ]  |
| 2010  | Maicon (défenseur - Inter Milan)          | Hernanes (milieu - Lazio Rome)                | Thiago Silva (défenseur - AC Milan)      | [ 3 ]  |
| 2011  | Thiago Silva (défenseur - AC Milan)       | Dani Alves (défenseur - FC Barcelone)         | Hulk (attaquant - FC Porto)              | [ 4 ]  |
| 2012  | Thiago Silva (défenseur - Paris SG)       | Ramires (milieu - Chelsea)                    | Willian (milieu - Chakhtar Donetsk)      | [ 5 ]  |
| 2013  | Thiago Silva (défenseur - Paris SG)       | Dante (défenseur - Bayern Munich)             | Oscar (milieu - Chelsea)                 | [ 6 ]  |
| 2014  | Neymar (attaquant - FC Barcelone)         | Miranda (défenseur - Atlético Madrid)         | Felipe Melo (milieu - Galatasaray)       | [ 7 ]  |
| 2015  | Neymar (attaquant - FC Barcelone)         | Douglas Costa (attaquant - Bayern Munich)     | Felipe Melo (milieu - Inter Milan)       | [ 8 ]  |
| 2016  | Philippe Coutinho (milieu - Liverpool)    | Neymar (attaquant - FC Barcelone)             | Casemiro (milieu - Real Madrid)          | [ 9 ]  |
| 2017  | Neymar (attaquant - Paris SG)             | Philippe Coutinho (milieu - Liverpool)        | Marcelo (défenseur - Real Madrid)        | [ 10 ] |
| 2018  | Roberto Firmino (attaquant - Liverpool)   | Marcelo (défenseur - Real Madrid)             | Neymar (attaquant - Paris SG)            | [ 11 ] |
| 2019  | Alisson (gardien de but - Liverpool)      | Roberto Firmino (attaquant - Liverpool)       | Thiago Silva (défenseur - Paris SG)      | [ 12 ] |
| 2020  | Neymar (attaquant - Paris SG)             | Bruno Guimarães (milieu - Olympique Lyonnais) | Casemiro (milieu - Real Madrid)          | [ 13 ] |
| 2021  | Neymar (attaquant - Paris SG)             | Vinícius (attaquant - Real Madrid)            | Lucas Veríssimo (défenseur - SL Benfica) | [ 14 ] |
| 2022  | Neymar (attaquant - Paris SG)             | Lucas Paquetá (milieu - West Ham)             | Vinícius (attaquant - Real Madrid)       | [ 15 ] |
| 2023  | Vinícius Júnior (attaquant - Real Madrid) | Neymar (attaquant - Al-Hilal FC)              | Marquinhos (défenseur- Paris SG)         | [ 16 ] |

### Féminin
| Année | Samba d'or                                    | Deuxième                               | Troisième                                  | Réf.   |
| ----- | --------------------------------------------- | -------------------------------------- | ------------------------------------------ | ------ |
| 2021  | Giovana (attaquante - Levante UD)             | Ludmila (attaquante - Atlético Madrid) | Gabi Nunes (attaquante - Madrid CFF)       | [ 17 ] |
| 2022  | Debinha (attaquante - North Carolina Courage) | Giovana (attaquante - Everton FC)      | Geyse (attaquante - FC Barcelone)          | [ 15 ] |
| 2023  | Tamires (défenseure - SC Corinthians)         | Beatriz (attaquante - Palmeiras)       | Debinha (attaquante - Kansas City Current) | [ 18 ] |

### Moins de 20 ans
| Année | Samba d'or                              | Deuxième                                        | Troisième                                      |
| ----- | --------------------------------------- | ----------------------------------------------- | ---------------------------------------------- |
| 2022  | Endrick (attaquant - Palmeiras)         | Matheus Franca (milieu - Flamengo)              | Vitor Roque (attaquant - Athletico Paranaense) |
| 2023  | Marcos Leonardo (attaquant - Santos FC) | Victor Roque (attaquant - Athletico Paranaense) | Endrick (attaquant - Palmeiras )               |

## Statistiques

### Lauréats de plusieurs Samba d'or
| Joueurs      | Total | Année                              |
| ------------ | ----- | ---------------------------------- |
| Neymar       | 6     | 2014, 2015, 2017, 2020, 2021, 2022 |
| Thiago Silva | 3     | 2011, 2012, 2013                   |

### Palmarès par joueur

#### Masculin
| Rang | Joueur                                                                            | Premier | Deuxième | Troisième | Podium |
| ---- | --------------------------------------------------------------------------------- | ------- | -------- | --------- | ------ |
| 1    | Neymar                                                                            | 6       | 2        | 1         | 9      |
| 2    | Thiago Silva                                                                      | 3       | 0        | 2         | 5      |
| 3    | Vinícius                                                                          | 1       | 1        | 1         | 3      |
| 4    | Philippe Coutinho Roberto Firmino                                                 | 1       | 1        | 0         | 2      |
| 6    | Luís Fabiano Kaká                                                                 | 1       | 0        | 1         | 2      |
| 8    | Marcelo                                                                           | 0       | 1        | 1         | 2      |
| 9    | Casemiro Felipe Melo                                                              | 0       | 0        | 2         | 2      |
| 11   | Alisson Maicon                                                                    | 1       | 0        | 0         | 1      |
| 13   | Dani Alves Julio César Douglas Costa Dante Hernanes Miranda Ramires Lucas Paquetá | 0       | 1        | 0         | 1      |
| 21   | Bruno Guimarães Hulk Oscar Robinho Lucas Veríssimo Willian Marquinhos             | 0       | 0        | 1         | 1      |

#### Féminin
| Rang | Joueuse          | Première | Deuxième | Troisième | Podium |
| ---- | ---------------- | -------- | -------- | --------- | ------ |
| 1    | Giovana          | 1        | 1        | 0         | 2      |
| 2    | Debinha          | 1        | 0        | 0         | 1      |
| 3    | Ludmila          | 0        | 1        | 0         | 1      |
| 4    | Gabi Nunes Geyse | 0        | 0        | 1         | 1      |

### Âge des Samba d'or

#### Masculin
- Le plus jeune élu : 22 ans, 10 mois et 26 jours - Neymar en 2014.
- Le plus vieil élu : 31 ans et 1 jour - Neymar en 2022.
- Le plus jeune présent sur le podium : 21 ans, 6 mois et 21 jours - Vinícius en 2021.

#### Féminin
- La plus jeune élue : 18 ans, 7 mois et 11 jours - Giovana en 2021.
- La plus vieille élue : 31 ans, 3 mois et 17 jours - Debinha en 2022.
- La plus jeune présente sur le podium : 18 ans, 7 mois et 11 jours - Giovana en 2021.

### Clubs et championnats représentés

#### Masculin
| Club                | Place | Place | Place | Total |
| Club                | 1re   | 2e    | 3e    | Total |
| ------------------- | ----- | ----- | ----- | ----- |
| Paris Saint-Germain | 6     |       | 3     | 9     |
| Liverpool           | 3     | 2     |       | 5     |
| FC Barcelone        | 2     | 2     |       | 4     |
| AC Milan            | 2     |       | 2     | 4     |
| Inter Milan         | 1     | 1     | 1     | 3     |
| Séville FC          | 1     |       | 1     | 2     |
| Real Madrid         | 1     | 2     | 4     | 7     |
| Bayern Munich       |       | 2     |       | 2     |
| Chelsea             |       | 1     | 1     | 2     |
| Manchester City     |       | 1     |       | 1     |
| Lazio Rome          |       | 1     |       | 1     |
| Atlético Madrid     |       | 1     |       | 1     |
| Olympique lyonnais  |       | 1     |       | 1     |
| West Ham            |       | 1     |       | 1     |
| Al-Hilal FC         |       | 1     |       | 1     |
| FC Porto            |       |       | 1     | 1     |
| Chakhtar Donetsk    |       |       | 1     | 1     |
| Galatasaray         |       |       | 1     | 1     |
| Benfica Lisbonne    |       |       | 1     | 1     |

| Championnat     | Place | Place | Place | Total |
| Championnat     | 1re   | 2e    | 3e    | Total |
| --------------- | ----- | ----- | ----- | ----- |
| France          | 6     | 1     | 3     | 10    |
| Espagne         | 4     | 5     | 5     | 14    |
| Angleterre      | 3     | 5     | 1     | 9     |
| Italie          | 3     | 2     | 3     | 8     |
| Allemagne       |       | 2     |       | 2     |
| Portugal        |       |       | 2     | 2     |
| Arabie saoudite |       | 1     |       | 1     |
| Ukraine         |       |       | 1     | 1     |
| Turquie         |       |       | 1     | 1     |

#### Féminin
| Club                   | Place | Place | Place | Total |
| Club                   | 1re   | 2e    | 3e    | Total |
| ---------------------- | ----- | ----- | ----- | ----- |
| Levante UD             | 1     |       |       | 1     |
| North Carolina Courage | 1     |       |       | 1     |
| SC Corinthians         | 1     |       |       | 1     |
| Atlético Madrid        |       | 1     |       | 1     |
| Everton FC             |       | 1     |       | 1     |
| Palmeiras              |       | 1     |       | 1     |
| Madrid CFF             |       |       | 1     | 1     |
| FC Barcelone           |       |       | 1     | 1     |
| Kansas City Current    |       |       | 1     | 1     |

| Championnat | Place | Place | Place | Total |
| Championnat | 1re   | 2e    | 3e    | Total |
| ----------- | ----- | ----- | ----- | ----- |
| Espagne     | 1     | 1     | 2     | 4     |
| Brésil      | 1     | 1     |       | 2     |
| États-Unis  | 1     | 1     |       | 2     |
| Angleterre  |       | 1     |       | 1     |